# Аб-Бахшан (Мазендеран)
Аб-Бахшан (перс. اب بخشان) — село в Ірані, у дегестані Бала-Хіябан-е Літкух, у Центральному бахші, шагрестані Амоль остану Мазендеран. За даними перепису 2006 року, його населення становило 861 особу, що проживали у складі 236 сімей.

## Клімат
Середня річна температура становить 16,70 °C, середня максимальна – 30,69 °C, а середня мінімальна – 3,55 °C. Середня річна кількість опадів – 836 мм.
| Клімат поселення                              | Клімат поселення | Клімат поселення | Клімат поселення | Клімат поселення | Клімат поселення | Клімат поселення | Клімат поселення | Клімат поселення | Клімат поселення | Клімат поселення | Клімат поселення | Клімат поселення | Клімат поселення |
| Показник                                      | Січ.             | Лют.             | Бер.             | Квіт.            | Трав.            | Черв.            | Лип.             | Серп.            | Вер.             | Жовт.            | Лист.            | Груд.            |                  |
| Середній максимум, °C                         | 10,83            | 11,36            | 13,81            | 19,66            | 23,50            | 27,32            | 30,58            | 30,69            | 28,02            | 23,36            | 17,95            | 13,66            |                  |
| Середня температура, °C                       | 7,20             | 7,72             | 10,17            | 16,02            | 19,86            | 23,68            | 25,85            | 25,94            | 23,26            | 18,61            | 13,20            | 8,90             |                  |
| Середній мінімум, °C                          | 3,55             | 4,08             | 6,54             | 12,37            | 16,22            | 20,02            | 21,10            | 21,19            | 18,52            | 13,88            | 8,46             | 4,17             |                  |
| Норма опадів, мм                              | 90               | 69               | 60               | 30               | 27               | 24               | 22               | 47               | 89               | 145              | 123              | 110              |                  |
| Середньомісячна швидкість вітру, м/с          | 1.92             | 2.45             | 2.50             | 2.39             | 2.30             | 2.36             | 2.46             | 2.14             | 2.00             | 1.90             | 1.97             | 1.98             |                  |
| Середньомісячна сонячна радіація, кДж/м²·день | 8391             | 10527            | 12596            | 15872            | 19790            | 21545            | 21402            | 18934            | 15520            | 12160            | 9673             | 7897             |                  |
| --------------------------------------------- | ---------------- | ---------------- | ---------------- | ---------------- | ---------------- | ---------------- | ---------------- | ---------------- | ---------------- | ---------------- | ---------------- | ---------------- | ---------------- |
| Джерело:                                      |                  |                  |                  |                  |                  |                  |                  |                  |                  |                  |                  |                  |                  |